# Phạm Đức Thành
Phạm Đức Thành (sinh năm 1956), là một nghệ sĩ đàn bầu người Canada gốc Việt. Ông được biết đến qua việc phát triển và gìn giữ âm nhạc truyền thống Việt Nam tại nước ngoài.

## Tiểu sử
Phạm Đức Thành sinh ra và lớn lên tại xã Gia Phú, huyện Gia Viễn, tỉnh Ninh Bình. Ông được sinh trong gia đình có hầu hết các thành viên đều theo đuổi sự nghiệp nghệ thuật dân tộc. Ông bộc lộ tài năng âm nhạc từ khi lên 4 tuổi qua việc chơi trống chèo, 5 tuổi chơi đàn Mandolin, 6 tuổi biết chơi đàn bầu, đàn nhị.

## Sự nghiệp
Năm 1974, Phạm Đức Thành được mời làm việc tại Nhà hát Chèo Việt Nam và trở thành nhạc công đàn bầu chính thức của nhà hát này. Năm 1978, chỉ sau 4 năm hoạt động, ông là nghệ sĩ đàn bầu sân khấu chèo duy nhất tham dự Nhạc hội đàn bầu toàn quốc. Sau đó ông vào Thành phố Hồ Chí Minh để học thêm về âm nhạc cổ truyền miền Trung và miền Nam. Tháng 10 năm 1983, ông tốt nghiệp thủ khoa đại học ngành Nghiên cứu Âm nhạc cổ truyền Việt Nam.
Năm 1989, ông bị bệnh phải đi chữa trị tại Đức. Sau sự kiện bức tường Berlin sụp đổ, ông không trở về quê hương. Sau đó ông được một người thân bảo lãnh sang Canada định cư. Ông thành lập một trung tâm đào tạo âm nhạc mang tên Vietnamese Music School có địa chỉ tại Mississauga. Tại đây, ông mở nhiều khóa học dạy chơi đàn bầu, dạy nhạc lý, dạy ca nhạc dân tộc Việt. Tại Canada, Phạm Đức Thành còn tham gia xây dựng chuyên mục âm nhạc dân tộc trên Radio Canada và thực hiện các chương trình ca nhạc dân tộc tại Canada và Mỹ cũng như giảng dạy về âm nhạc tại các trường đại học. Ông còn tham gia đệm nhạc phụ họa chương trình ca nhạc Paris By Night của Trung tâm Thúy Nga.
Năm 2006, ông được kênh truyền hình ARTV (Canada) bình chọn là nghệ sĩ nổi tiếng, có công đóng góp, truyền bá, gìn giữ và phát triển âm nhạc truyền thống của Việt Nam trong nền âm nhạc dân gian của thế giới. Năm 2007, ông có tên trong danh sách 12 người nghệ sĩ đã có cống hiến cho nền âm nhạc dân tộc do đài truyền hình này bình chọn.
Ngày 3 tháng 3 năm 2018, ông mở liveshow mang tên Độc huyền cầm tại Nhà hát lớn Hà Nội, là liveshow lớn đầu tiên của ông tại Việt Nam.  Phạm Đức Thành đã thành lập câu lạc bộ đàn bầu tại một số quốc gia như Thụy Sĩ, Pháp, Nhật Bản. Ông trở thành hình ảnh tiêu biểu của người nghệ sĩ đàn bầu tại hải ngoại với các chương trình biểu diễn khắp nơi trên thế giới.

## Đời tư
Phạm Đức Thành từng kết hôn 2 lần. Ông kết hôn lần đầu với nghệ nhân Nguyệt Lan và có một con trai sinh năm 1992. Ông kết hôn lần 2 với một ca sĩ kém ông gần 20 tuổi tên Phương Linh.